# قائمة شركات الطيران في المغرب

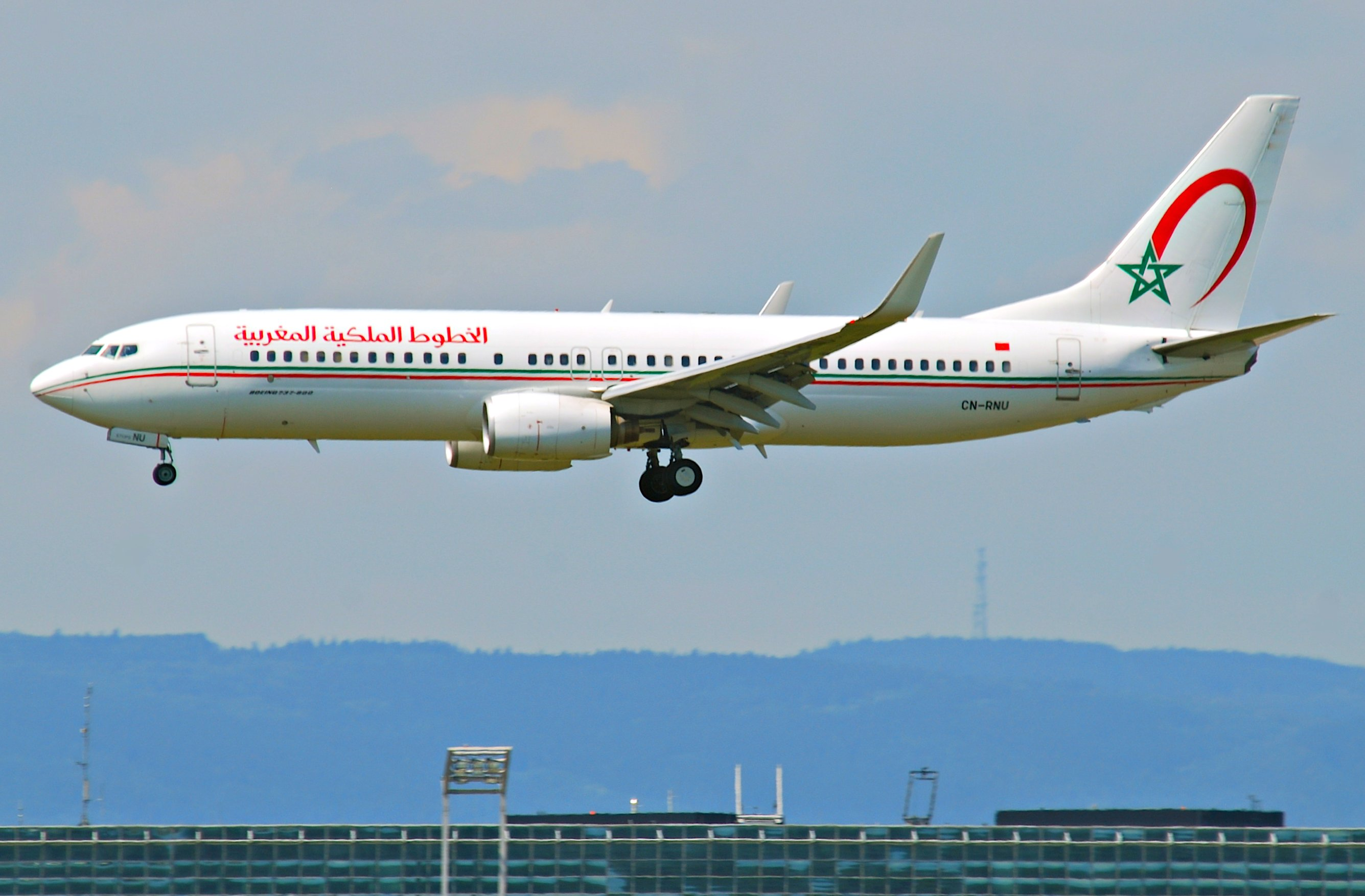
طائرة من طراز بوينغ 737 تابعة للخطوط الجوية الملكية المغربية

هذه قائمة بشركات الطيران العاملة حاليا في المغرب.
| الشركة                          | صورة | اتحاد النقل الجوي الدولي | رمز الطيران | رمز النداء     | تاريخ الانطلاق | ملاحظات             |
| ------------------------------- | ---- | ------------------------ | ----------- | -------------- | -------------- | ------------------- |
| العربية للطيران المغرب          |      | 3O                       | MAC         | ARABIA MAROC   | 2009           |                     |
| الدار البيضاء للطيران           | -    | -                        | -           |                | 1995           |                     |
| داليا للطيران                   |      |                          | DLI         |                | 2010           | شركة طيران خاصة     |
| ميد للطيران                     |      |                          |             |                |                |                     |
| الخطوط الملكية المغربية كارجو   |      | -                        | -           | -              | 2010           |                     |
| الخطوط الملكية المغربية إكسبريس |      | FN                       | RGL         | MAROC REGIONAL | 1996           |                     |
| الخطوط الملكية المغربية         |      | AT                       | RAM         | ROYALAIR MAROC | 1957           | تملكها حكومة المغرب |

هذه قائمة بشركات الطيران في المغرب التي توقفت عن النشاط
| شركات الطيران         | بداية العمليات | التوقف عن النشاط |
| --------------------- | -------------- | ---------------- |
| طيران أطلس إكسبريس    | 2002           | 2004             |
| موندإير               | 2002           | 2004             |
| أطلس بلو              | 2004           | 2011             |
| جيت فور يو            | 2005           | 2012             |
| الخطوط الجوية الجهوية | 1996           | 2009             |